# Germarostes bidens
Germarostes bidens är en skalbaggsart som beskrevs av Bates 1887. Germarostes bidens ingår i släktet Germarostes och familjen Hybosoridae. Inga underarter finns listade i Catalogue of Life.